# Atajate
Atajate – gmina w Hiszpanii, w prowincji Malaga, w Andaluzji, o powierzchni 10,9 km². W 2011 roku gmina liczyła 158 mieszkańców.